# Ценово (община)
Вижте пояснителната страница за други значения на Ценово.
Община Цѐново се намира в Северна България и е една от съставните общини на област Русе.

## География

### Географско положение, граници, големина
Общината се намира в най-западната част на област Русе. С площта си от 258,204 km2 заема 7-о, предпоследно място сред 8-те общини на областта, което съставлява 8,92% от територията на областта. Границите ѝ са следните:
- на изток – община Борово;
- на юг – община Бяла;
- на югозапад – община Полски Тръмбеш, област Велико Търново;
- на запад – община Свищов, област Велико Търново;
- на север – Румъния.

### Природни ресурси

#### Релеф
Територията на община Ценово се намира в най-североизточната част на Средната Дунавска равнина. Релефът ѝ е низинен и равнинно-хълмист. През средата на общината, от юг на север протича най-долното течение на река Янтра. Районите на запад от долината ѝ са с равнинно-хълмист релеф и надморска височина между 120 и 180 m, а територията на изток от нея е също с равнинно-хълмист релеф, със загладени форми, но малко по-висок – между 150 и 230 m. В най-източната точка на общината, на границата с община Борово се намира максималната ѝ височина в местността Липите – 252,7 m.
На север, покрай река Дунав релефът е низинен с височина от 20 до 50 m. Тук в пределите на община Ценово попадат най-източната част на Вардимската низина и най-западната част на Батинската низина. Североизточно от село Кривина, на брега на река Дунав е минималната височина на общината – 15 m н.в.

#### Води
По северната граница на общината с Румъния на протежение от 8 km (от km 531 до km 539, километрите се отчитат нагоре от устието на реката) преминава част от течението на река Дунав.
От юг на север, по цялото протежение на община Ценово протича най-долното течение на река Янтра. Тя навлиза в общината югоизточно от село Долна Студена, минава последователно покрай селата Белцов, Джулюница, Беляново, Новград и Кривина и северозападно от последното се влива отдясно в Дунав на 17 m н.в. Между селата Белцов и Новград реката образува последния по течението си пролом, а в останалата част долината ѝ е дълбока, спрямо околния терен, но широка и с множество меандри. При село Новград в нея отляво се влива последният ѝ проток река Студена, коритото на която по цялото ѝ протежение в община Ценово е коригирано чрез водозащитни диги.

#### Климат
Община Ценово попада в областта с умерено-континентален климат, според климатичното райониране на България. Тази област е продължение на Средноевропейската климатична област. Климатът в района се формира под влияние на въздушните маси, които постъпват от умерените географски ширини – океански и континентални. Средната годишна температура е 12 °C, средногодишна амплитуда – 25,6 °C, а максимална амплитуда – 70 °C. През зимата тук се наблюдават много ниски температури, през лятото много високи, които са по-големи от средните за същата географска ширина. Валежите в района са разпределени неравномерно през годината. Най-влажен е месец юни – 98 mm, а с най-малко валежи са месеците февруари – 28 mm и март – 33 mm. Слана пада най-рано на 10 октомври и най-късно на 12 май. Първите снеговалежи започват обикновено през ноември, а последните са през април. През пролетта и лятото са чести случаите на градушки, които нанасят значителни поражения на селскостопанските култури. Преобладаващи ветрове са североизточните и югозападните, а с най-малка повторяемост са северните, северозападните и южните ветрове. Случаите на тихо време са приблизително една четвърт от общия брой на наблюдаваните дни. Режимът на мъглите, в прилежащата на река Дунав територия, значително се различава от тази в останалите части на региона, който е характерен за поречието на всички по-големи реки.

## Население

### Движение на населението (1934 – 2021)
| Община Ценово                                 | Община Ценово | Община Ценово | Община Ценово | Община Ценово | Община Ценово | Община Ценово | Община Ценово | Община Ценово | Община Ценово | Община Ценово | Община Ценово |
| --------------------------------------------- | ------------- | ------------- | ------------- | ------------- | ------------- | ------------- | ------------- | ------------- | ------------- | ------------- | ------------- |
| Година                                        | 1934          | 1946          | 1956          | 1965          | 1975          | 1985          | 1992          | 2001          | 2011          | 2021          |               |
| Население                                     | 16 056        | 18 177        | 16 390        | 15 092        | 12 857        | 10 879        | 9472          | 7975          | 5923          | 4350          |               |
| Източници: Национален Статистически Институт, |               |               |               |               |               |               |               |               |               |               |               |

### Възрастов състав
| Население по възрастови групи към септември 2021 година | Население по възрастови групи към септември 2021 година | Население по възрастови групи към септември 2021 година | Население по възрастови групи към септември 2021 година | Население по възрастови групи към септември 2021 година | Население по възрастови групи към септември 2021 година | Население по възрастови групи към септември 2021 година | Население по възрастови групи към септември 2021 година | Население по възрастови групи към септември 2021 година | Население по възрастови групи към септември 2021 година | Население по възрастови групи към септември 2021 година | Население по възрастови групи към септември 2021 година | Население по възрастови групи към септември 2021 година | Население по възрастови групи към септември 2021 година | Население по възрастови групи към септември 2021 година | Население по възрастови групи към септември 2021 година | Население по възрастови групи към септември 2021 година | Население по възрастови групи към септември 2021 година | Население по възрастови групи към септември 2021 година |
| ------------------------------------------------------- | ------------------------------------------------------- | ------------------------------------------------------- | ------------------------------------------------------- | ------------------------------------------------------- | ------------------------------------------------------- | ------------------------------------------------------- | ------------------------------------------------------- | ------------------------------------------------------- | ------------------------------------------------------- | ------------------------------------------------------- | ------------------------------------------------------- | ------------------------------------------------------- | ------------------------------------------------------- | ------------------------------------------------------- | ------------------------------------------------------- | ------------------------------------------------------- | ------------------------------------------------------- | ------------------------------------------------------- |
| Общо                                                    | 0 – 4                                                   | 5 – 9                                                   | 10 – 14                                                 | 15 – 19                                                 | 20 – 24                                                 | 25 – 29                                                 | 30 – 34                                                 | 35 – 39                                                 | 40 – 44                                                 | 45 – 49                                                 | 50 – 54                                                 | 55 – 59                                                 | 60 – 64                                                 | 65 – 69                                                 | 70 – 74                                                 | 75 – 79                                                 | 80 – 84                                                 | 85+                                                     |
| 4350                                                    | 118                                                     | 142                                                     | 129                                                     | 146                                                     | 162                                                     | 171                                                     | 155                                                     | 179                                                     | 214                                                     | 238                                                     | 304                                                     | 376                                                     | 397                                                     | 400                                                     | 405                                                     | 389                                                     | 273                                                     | 152                                                     |

### Етнически състав
| Етноси в община Ценово (2011) | Етноси в община Ценово (2011) | Етноси в община Ценово (2011) | Етноси в община Ценово (2011) | Етноси в община Ценово (2011) |
| ----------------------------- | ----------------------------- | ----------------------------- | ----------------------------- | ----------------------------- |
| Етническа група               |                               |                               | процент                       |                               |
| българи                       | българи                       |                               | 87.98%                        | 87.98%                        |
| турци                         | турци                         |                               | 8.37%                         | 8.37%                         |
| цигани                        | цигани                        |                               | 3.33%                         | 3.33%                         |
| други и неопределени          | други и неопределени          |                               | 0.32%                         | 0.32%                         |

Етнически групи от общо 5307 самоопределили се (към 2011 година):
- българи: 4669
- турци: 444
- цигани: 177
- други: 6
- неопределени: 11

### Населени места
Общината има 9 населени места с общо население 4350 души към 7 септември 2021 г.
| Населено място (Старо име)                                              | Преброяване (от септември 2021) | По настоящ адрес (ГРАО от 15 септември 2022) | Площ (km²) | Гъстота (д/km²) |
| ----------------------------------------------------------------------- | ------------------------------- | -------------------------------------------- | ---------- | --------------- |
| Белцов                                                                  | 298                             | 335                                          | 25,254     | 13.27           |
| Беляново                                                                | 67                              | 74                                           | 13,65      | 5.42            |
| Джулюница                                                               | 166                             | 155                                          | 13,521     | 11.46           |
| Долна Студена                                                           | 736                             | 785                                          | 31,521     | 24.9            |
| Караманово                                                              | 642                             | 707                                          | 47,775     | 14.8            |
| Кривина                                                                 | 316                             | 325                                          | 27,342     | 11.89           |
| Новград                                                                 | 735                             | 829                                          | 27,955     | 29.65           |
| Пиперково                                                               | 198                             | 211                                          | 23,689     | 8.91            |
| Ценово (Чаушово)                                                        | 1192                            | 1530                                         | 47,497     | 32.21           |
| Общо за общината:                                                       | 4350                            | 4951                                         | 258,204    | 19.17           |
| Населените места с кмет са със зелен фон, а тези без кметство – с жълт. |                                 |                                              |            |                 |

## Административно-териториални промени
- МЗ № 2820/обн. 14.08.1934 г. – преименува с. Чаушово на с. Ценово.

## Транспорт
През общината преминават изцяло или частично 4 пътя от Републиканската пътна мрежа на България с обща дължина 50,4 km:
- участък от 10,9 km от Републикански път II-52 (от km 32,3 до km 43,2); Между с. Мечка (община Иваново) и с. Кривина пътят не е изграден и представлява полски път;
- участък от 24,8 km от Републикански път II-54 (от km 2,2 до km 27,0);
- целият участък от 7,4 km от Републикански път III-5201;
- началният участък от 7,3 km от Републикански път III-5402 (от km 0 до km 7,3).

## Топографска карта
- Лист от карта K-35-16. Мащаб: 1 : 100 000.